# Persquen
Persquen (bret. Persken) – miejscowość i gmina we Francji, w regionie Bretania, w departamencie Morbihan.
Według danych na rok 1990 gminę zamieszkiwało 399 osób, a gęstość zaludnienia wynosiła 20 osób/km² (wśród 1269 gmin Bretanii Persquen plasuje się na 886. miejscu pod względem liczby ludności, natomiast pod względem powierzchni na miejscu 500.).